# Maksim Marcinkevič
Maksim Sergeevič Marcinkevič (in russo Макси́м Серге́евич Марцинке́вич?; Mosca, 8 maggio 1984 – Čeljabinsk, 16 settembre 2020) è stato un attivista e criminale russo, meglio conosciuto come Tesak (dal russo Mannaia, Accetta, Ascia, Machete), militante neonazista, personaggio dei media, vlogger, leader e co-fondatore del "Movimento Restruct" che si è manifestato nei paesi post-sovietici.

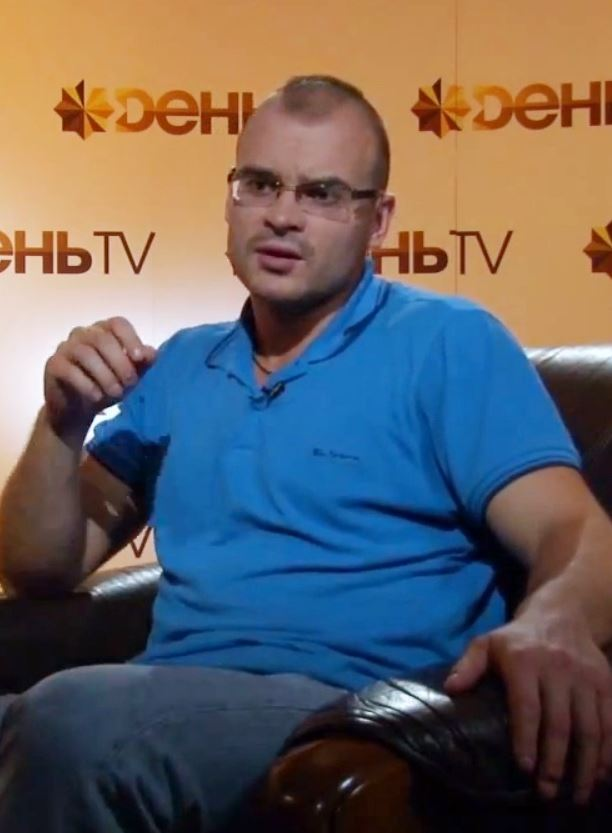
Maksim Marcinkevič

Tesak ha attirato l'attenzione del pubblico per la prima volta come naziskin e leader del gruppo giovanile di estrema destra Format 18, che è stato descritto come "l'ala armata" della Società Nazional-Socialista. Uno dei progetti avviati da Marcinkevič è Occupy Pedophilia, i cui obiettivi erano la lotta alla pedofilia e la diffusione di opinioni neonaziste tra i giovani.
Marcinkevič è stato condannato a tre pene detentive per incitamento all'odio razziale o etnico. Tesak è stato incriminato per la prima volta nel 2007, dopo aver interrotto i dibattiti politici eseguendo il saluto nazista e urlando "Sieg Heil!" in un club del libro a Mosca. Nel 2009 è stato condannato a tre anni per aver realizzato un video con contenuti razzisti. I ricordi di Marcinkevič di questo periodo in prigione sono espressi attraverso il suo libro Restruct. Dopo il suo rilascio dalla prigione, Tesak era disoccupato, pubblicava vlog e si guadagnava da vivere accusando gli altri di essersi unito alla sua "caccia ai pedofili" e per aver frequentato le sue lezioni sull'ergastolo, sui metodi di taccheggio e su altri argomenti. Nell'autunno del 2013, Tesak è stato nuovamente incriminato per aver rilasciato nuovi video con commenti razzisti. Di conseguenza, il 15 agosto 2014, è stato condannato a cinque anni di reclusione. L'11 novembre 2014 il tribunale ha ridotto la pena a due anni e 10 mesi.
Il 27 giugno 2017, il tribunale distrettuale Babuškinskij di Mosca ha condannato Marcinkevič a dieci anni in una colonia di lavoro correttivo a regime rigoroso per il suo coinvolgimento in attacchi contro i trafficanti di cannabinoidi sintetici. Il 16 settembre 2020 è stato trovato morto con segni di tortura in un centro di detenzione preventiva nella regione di Čeljabinsk.

## Vita privata
Durante la sua vita Marcinkevič ha indicato di essere di origini russe, polacche, lituane e bielorusse. I suoi genitori sono Sergej Evgen'evič Marcinkevič e Viktorija Leonidovna Marcinkevič. Come espresso nel primo audiolibro autobiografico di Tesak, Destruct, sua madre non condivideva le opinioni estremiste di suo figlio mentre suo padre era favorevole. In un'intervista del settembre 2012, Marcinkevič ha affermato di non essere sposato e di non avere figli. Secondo un rapporto di Meduza, un biglietto d'addio è stato scoperto dopo che Marcinkevič è stato trovato morto nella sua cella di prigione. Si dice che la nota contenesse una richiesta per i funzionari di consegnare un diario privato e un libro sul comunismo alla moglie di Marcinkevič a Ekaterinburg.
Marcinkevič si era arruolato nell'esercito russo, anche se ha affermato di essere stato rilasciato dopo pochi giorni, a seguito di una valutazione della salute mentale in quanto aveva picchiato un commilitone di origine azera. Il soprannome di Tesak era legato al suo interesse per i coltelli. Si è laureato in una scuola professionale secondaria in architettura ed è stato espulso dall'Università sociale statale russa. Marcinkevič ha detto di essere stato impiegato come ingegnere per tre anni e mezzo.

## Format 18

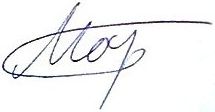
Firma di Maksim Marcinkevič

Tesak era un membro del gruppo skinhead del potere bianco "Russakja cel' "guidato da Semën Tokmakov. Marcinkevič è stato anche nel "Partito Nazionale del Popolo" fino al 2003. Nel 2005 ha creato l'organizzazione skinhead "Format 18". Il numero 18 è un riferimento ad "Adolf Hitler", poiché la lettera A è la prima dell'alfabeto latino e la H è l'ottava. I membri di Format 18 hanno picchiato i lavoratori migranti asiatici e i senzatetto, filmando gli attacchi e pubblicando i video tramite internet. Marcinkevič ha realizzato video in cui si promuovono l'odio verso le persone di colore e gli antifascisti. La rivista Russian Reporter ha riportato di un video di Marcinkevič in cui si vede l'esecuzione di uno spacciatore tagiko impiccato e smembrato da persone vestite da membri del Ku-Klux-Klan. La carne del prigioniero smembrato si sarebbe rivelata successivamente come carne di manzo. Marcinkevič e altri membri di Format 18 sono apparsi anche nello show televisivo britannico Ross Kemp in Gangs : Russian neonazis, così come in From Russia with Hate di Current TV.
L'organizzazione ha mantenuto un sito web che è stato bandito nel 2007 dopo una denuncia da parte di uno degli autori di un sito web antifascista. Alcuni seguaci di Format 18 hanno anche caricato i propri video di umiliazioni e violenze fisiche. Il video più riconosciuto di questo tipo è stato descritto come "l'esecuzione di un tagiko e di un daghestano ", pubblicato nell'agosto 2007, in un momento in cui Marcinkevič era già incarcerato. Il Comitato Investigativo della Russia ha rilasciato una dichiarazione indicando che le esecuzioni mostrate nei video sono state verificate come reali.
Format 18 è stato bandito per estremismo da un'ordinanza del tribunale russo nel settembre 2010.

### Il film "Russia 88"
Le azioni dell'organizzazione neonazista Format 18 hanno ispirato il regista russo Pavel Bardin a creare il film Russia 88 (2009). Il film parla di una banda di skinhead che si divertono a filmare i loro pestaggi di persone di aspetto non slavo, da pubblicare su internet. Uno dei video Format 18 disponibili pubblicamente chiamato "Dacha History X" presenta una donna anziana (interpretata da uno degli skinhead) che odia i neri e suo nipote che li seppellisce in giardino. Un evento simile si svolge nel film Russia 88. Tra le altre somiglianze, il personaggio principale del film è soprannominato Štyk ("Baionetta") e, come Tesak, prende una macchina fotografica e filma i russi quando chiede la loro opinione sugli immigrati dal Caucaso e dall'Asia.

## Prima condanna
Il 28 gennaio 2007, Marcinkevič e i suoi amici hanno visitato il club del libro "Bilingva" a Mosca. A quel tempo, veniva utilizzato come piattaforma per i dibattiti politici che coinvolgevano i giornalisti Julija Latynina e Maksim Kononenko. Tesak ha chiesto se erano d'accordo sul fatto che per migliorare la Russia, ogni democratico doveva essere ucciso, quindi ha gridato "Sieg!" e alzò la mano nel saluto nazista, seguito dai suoi amici che urlavano "Heil!". Le urla sono continuate per qualche altro minuto, con un certo numero di partecipanti che urlavano "il fascismo non passerà!" in risposta. Kononenko ha suggerito di chiamare la polizia, poiché in Russia è vietato eseguire saluti nazisti in luoghi pubblici. La polizia non è stata chiamata. Alla fine, l'ospite dei dibattiti Aleksej Naval'nyj ha presentato una lettera all'ufficio dei pubblici ministeri russi.
Il 2 luglio 2007, circa 10 membri di un'unità delle forze speciali antiestremiste russe hanno arrestato Marcinkevič in una palestra che utilizzava per allenarsi. Il 18 febbraio 2008 Tesak è stato condannato a tre anni di reclusione per incitamento all'odio etnico o razziale (articolo 282 in Russia).

## Seconda condanna
Nel 2006, 20 persone travestite da membri del Ku Klux Klan hanno messo in scena l'esecuzione di uno spacciatore tagiko, filmandolo e pubblicandolo su Internet. Gli organizzatori della performance erano Marcinkevič e Artëm Zuev. Zuev ha anche fornito la voce fuori campo per il video.
Per questi atti, il 16 gennaio 2009, Tesak è stato accusato di incitamento all'odio etnico e ha ricevuto una condanna a tre anni di carcere. Il tribunale ha accreditato la buona condotta del detenuto e ha adeguato la pena a tre anni e mezzo di reclusione a partire dalla prima condanna. Artëm Zuev ha ricevuto una pena sospesa di tre anni.
Marcinkevič è stato rilasciato il 31 dicembre 2010. Sei mesi dopo ha tentato di entrare a far parte del Consiglio di coordinamento dell'opposizione russa ed è stato registrato come candidato alle elezioni, ma successivamente è stato squalificato per le sue opinioni neonaziste e la mancanza di opposizione al governo russo, quest'ultimo in parte legato alla sua quota di iscrizione essendo stato pagato da un membro del movimento giovanile filogovernativo Nashi.

## Occupy Pedophilia
Dopo essere uscito di prigione, Marcinkevič avviò "Occupy Pedophilia" (in russo Оккупай-педофиляй?, Okkupaj-pedofiljaj) movimento incentrato sul picchiare e umiliare uomini considerati pedofili. I membri del movimento hanno trovato vittime attraverso internet, si sono spacciati per minorenni maschi e sono andati ad un appuntamento. Poi il gruppo di persone incontrava il presunto pedofilo umiliandolo, a volte versandogli dell'urina sulla testa, e filmandolo, per poi rilasciare il video online.
Nel settembre 2013, i media hanno iniziato a riferire di uno dei video di Tesak registrato in un appartamento a Mosca, che ha portato all'arresto di Andrej Kaminov, ex vice capo del Servizio federale degli ufficiali giudiziari della regione di Mosca. Kaminov è stato accusato di aver commesso atti sessuali osceni nei confronti di un minore.
Marcinkevič ha descritto Occupy Pedophilia come un "progetto sociale" volto a promuovere il nazismo, e a "esporre l'essenza delle opinioni liberali e attirare l'attenzione della società su questo problema". Ha fornito soldi ad alcune persone per aver partecipato alla "caccia ai pedofili", spesso descritta come un "safari" dai membri del movimento.
Gli attivisti del movimento e Tesak in particolare sono stati criticati dai media per vigilantismo, violenza e collegamenti con un altro ramo del movimento "Restruct di Marcinkevič" chiamato "Occupy Gerontophilia" (in russo Оккупай-геронтофиляй?, Okkupaj-gerontofiljaj), che prendeva di mira giovani maschi presumibilmente interessati ad appuntamenti con partner dello stesso sesso più anziani. Le azioni dei membri di entrambi i rami sono state anche descritte come campagne contro le persone LGBT, con un leader del gruppo locale di Occupy Pedophilia che ha affermato che "praticamente tutti gli uomini gay [sono] pedofili".

## Terza condanna
Nell'autunno del 2013 è stata presentata una nuova accusa penale contro Tesak. Fuggendo dall'accusa, Marcinkevič si è recato a Cuba attraverso la Bielorussia, progettando di realizzare nuovi video.
Nel dicembre 2013 è stato condannato in contumacia per estremismo sulla base di una decisione del tribunale di Mosca. Il motivo è stata la pubblicazione di tre video di YouTube con Tesak. Due dei video erano le sue recensioni dei film russi Stalingrad e Okolofutbola (Kicking Off), con commenti razzisti, mentre il terzo video criticava tutti i candidati alle elezioni del sindaco di Mosca e suggeriva l'allontanamento degli immigrati come mezzo per migliorare la città. Sono stati indagati anche video relativi al movimento "Occupy Pedophilia". Marcinkevič ha affermato che l'atto d'accusa è stato ordinato dalla "lobby della pedofilia" in cerca di vendetta, citando l'ufficiale Andrej Kaminov che ha catturato durante un appuntamento con una minorenne organizzato da Maksim.
Tesak è stato arrestato a Cuba il 17 gennaio 2014. Il 27 gennaio 2014 è stato ammanettato e deportato dall'Avana a Mosca per aver superato i termini del permesso di soggiorno, poi arrestato dalle autorità russe. Il 29 gennaio, Marcinkevič è stato incriminato di persona.
Un tribunale di Mosca ha iniziato l'udienza del caso il 30 luglio 2014. Marcinkevič è stato accusato di incitamento all'odio etnico con minaccia di violenza (parte 2 dell'articolo 282 del codice penale in Russia). L'accusa ha affermato che l'imputato ha mostrato tre video con contenuti estremisti e minacce psicologiche realizzati da Marcinkevič sulla sua pagina personale sul social network Vkontakte. Il tribunale ha accettato e, il 15 agosto 2014, ha condannato Marcinkevič a cinque anni in una colonia penale con un regime rigoroso. L'11 novembre 2014 i legali del detenuto hanno impugnato la decisione e il tribunale ha ridotto la pena a due anni e dieci mesi.

## Quarta condanna
Il 18 marzo 2015 è stato riferito che Marcinkevič era stato accusato di rapina e teppismo. Il suo avvocato ha affermato che le accuse erano legate alle attività di Tesak contro i trafficanti di miscele per fumatori. Il caso è stato ascoltato presso il tribunale distrettuale di Babuškinskij nel novembre 2016, con Marcinkevič che si è dichiarato non colpevole. Il pubblico ministero ha chiesto 11 anni e 6 mesi di reclusione in una colonia di lavoro correttivo a regime rigoroso. Tesak è stato ritenuto colpevole degli attacchi, uno dei quali ha provocato la morte di una persona, e il 27 giugno 2017 il giudice Aleksandr Gluchov ha condannato Marcinkevič a 10 anni in una colonia di lavoro a regime rigoroso, a partire dal 27 gennaio 2014. Un altro aggressore ha ricevuto 10 anni, mentre gli altri ne hanno ricevuti da 3 a 5.
Il 21 maggio 2018, è stato riferito che il tribunale della città di Mosca ha annullato la condanna del 27 giugno 2017 e ha chiesto un'altra udienza, lasciando Marcinkevič incarcerato. Nel dicembre 2018, il tribunale distrettuale di Babuškinskij ha nuovamente condannato Marcinkevič a 10 anni in una colonia di lavoro a regime rigoroso. Marcinkevič ha presentato ricorso. Stava scontando la pena nella Matrosskaja Tišina.

## Altri problemi con la legge
Nel febbraio 2013, Tesak era a Minsk, in Bielorussia, per ottenere una correzione della vista tramite laser. Durante la visita, ha litigato con un gruppo di tifosi di calcio antifascisti del Futbol'ny Klub Partyzan Minsk, che lo ha portato all'arresto dalla polizia con l'accusa di teppismo. Venne presto rilasciato senza alcuna accusa.
Uno degli avvocati di Marcinkevič ha rilasciato una dichiarazione pubblica nell'ottobre 2014, affermando che il suo cliente è stato recentemente accusato di teppismo per aver tagliato i capelli a un uomo.
Nel novembre 2014, Tesak è stato accusato di incitamento all'odio etnico per aver scritto e pubblicato il suo libro Restruct, classificato come estremista.

## Morte
Il 16 settembre 2020, Marcinkevič è stato trovato morto con segni di tortura in un centro di detenzione preventiva nella regione di Čeljabinsk, secondo quanto riferito per essersi tolto la vita. Gli investigatori hanno avviato un'indagine preliminare sulla sua misteriosa morte, le telecamere non hanno funzionato quella notte. Doveva recarsi a Mosca per essere interrogato nell'ambito di un procedimento penale iniziato nel 1999. Aveva 36 anni. Al funerale di Marcinkevič al cimitero di Kuncevo a Mosca hanno partecipato tra le 2 e le 4,5 mila persone stimate. La spiegazione ufficiale della sua morte come suicidio è stata contestata dal suo avvocato Matvej Dzen e da più commentatori amichevoli o ostili alla sua persona.